# Ministrowie technologii Wielkiej Brytanii
Minister technologii (en. Minister of Technology) odpowiadał w brytyjskim rządzie za sprawy rozwoju technologicznego. Został powołany po wyborczym zwycięstwie Partii Pracy w 1964 r. i przetrwał do wyborczej porażki laburzystów w 1970 r. Nowy premier, konserwatysta Edward Heath, połączył ministerstwo technologii z Zarządem Handlu, tworząc ministerstwo handlu i przemysłu.

## Lista ministrów technologii
| Minister        | Czas urzędowania                     |
| --------------- | ------------------------------------ |
| Frank Cousins   | 18 października 1964 - 3 lipca 1966  |
| Tony Benn       | 4 lipca 1966 – 19 czerwca 1970       |
| Geoffrey Rippon | 20 czerwca 1970 – 28 lipca 1970      |
| John Davies     | 28 lipca 1970 – 15 października 1970 |